# Erica tegulifolia
Erica tegulifolia är en ljungväxtart som beskrevs av Richard Anthony Salisbury. Erica tegulifolia ingår i släktet klockljungssläktet, och familjen ljungväxter. Inga underarter finns listade i Catalogue of Life.